# Hartmansstarr
Hartmanstarr (Carex hartmanii) är en flerårig gräslik växt inom släktet starrar och familjen halvgräs. Hartmanstarr växer glestuvad, är lik klubbstarr men har mjukare strån och ofta med en något nickande topp. Dess basala slidor är ljusbruna och dess mörkgröna blad är platta. axsamlingen består av fyra till fem ax, med ett cylindriskt toppax som är 1,5 till 3,5 cm långt och har få hanblommor vid basen. De nedre stödbladen är kortare än axsamlingen. De mörkbruna axfjällen har en ljus mittnerv och en borstlik spets. De brett elliptiska fruktgömmena blir från två till tre mm, är fint papillösa, har tydliga nerver och två mycket korta utstående tänder. Hartmanstarr blir från 20 till 70 cm hög och blommar från maj till juni.

## Utbredning
Hartmanstarr är sällsynt i Norden men kan återfinnas på fuktig, kalkrik, kustnära mark, såsom slåtterängsrester, bäckkanter, fuktängar, kärr, strandängar och diken. Dess utbredning i Norden sträcker sig till Mälardalen, Öland och Gotland, några få områden i Skåne, sydöstra Norge samt ett litet område i östra Danmark.

## Synonymer
- (Carex emasculata)